# John-Baptiste Sebastian Comper

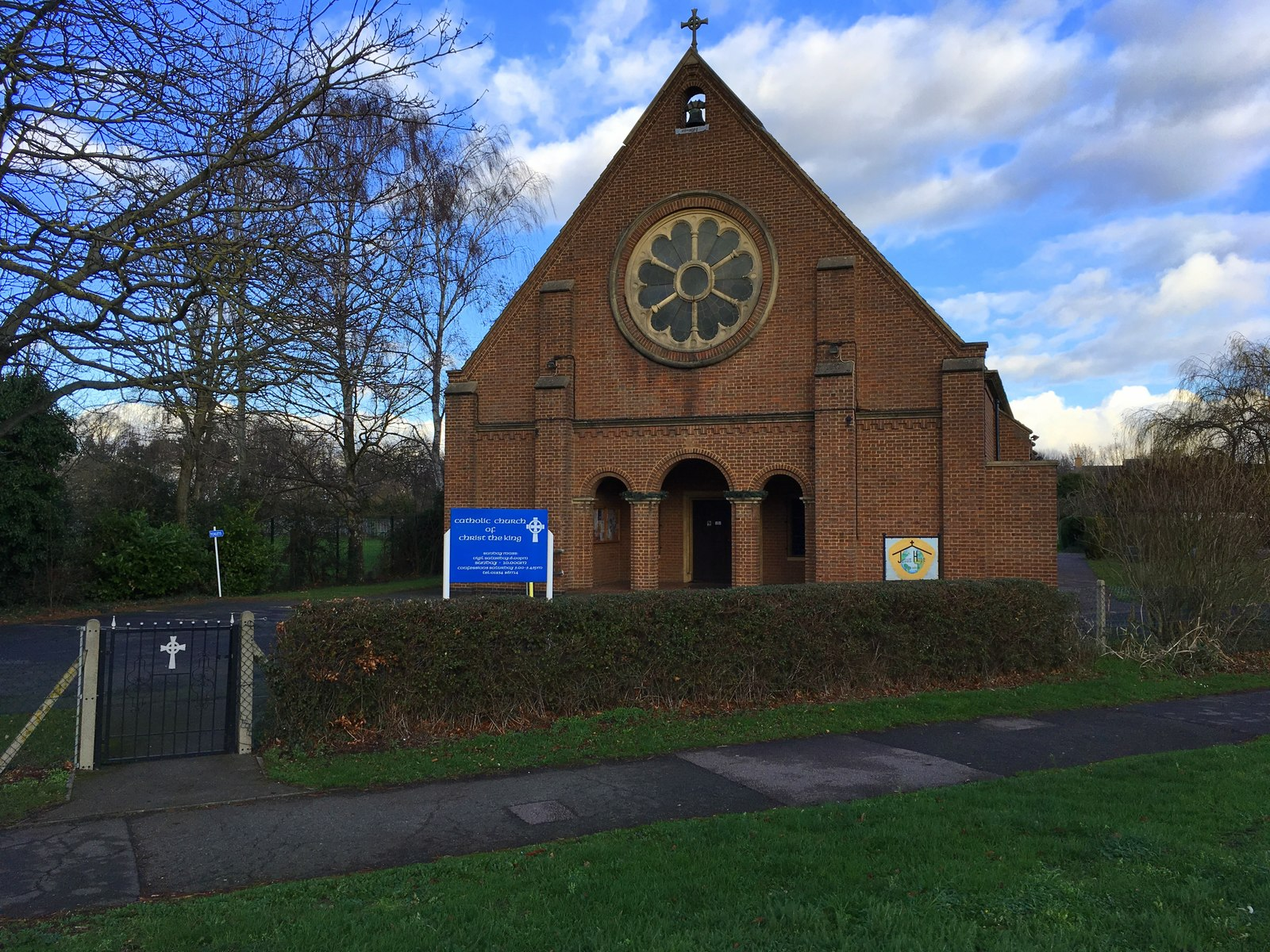
Christ the King in Bedford

John-Baptiste Sebastian Comper (* 10. September 1891 in Knight’s Hill, Norwood, London; † 14. Februar 1979 bei Alton) war ein britischer Architekt, der unter anderem etliche Kirchenbauten schuf.

## Leben
John-Baptiste Sebastian Comper, oft unter dem Namen [J.] Sebastian Comper geführt, war der älteste Sohn des Architekten Ninian Comper und dessen Ehefrau Grace, geb. Bucknall, und wuchs mit drei Brüdern – darunter Nicholas Comper – und zwei Schwestern auf. In seiner frühen Kindheit zog die Familie nach Beulah Hill um. Seine Schulzeit absolvierte Sebastian Comper in Dulwich. Früh an Fotografie interessiert, bekam Sebastian Comper als Jugendlicher eine Kamera von seinem Vater, baute sich eine Dunkelkammer und wurde bald zum offiziellen Fotografen seines Vaters. Als Architekt arbeitete er zunächst im Büro seines Vaters mit, ehe er in den 1930er-Jahren ein eigenes Architekturbüro in Portland Place in London eröffnete. 1970 ging er in den Ruhestand.

## Werke
Comper, selbst Anglikaner, entwarf zahlreiche römisch-katholische Kirchen, vor allem für die Diözese von Northampton. Darunter waren St Gregory in Abington, Northampton (1954), St Thomas of Aquinas in Bletchley (1956), St Mary in Woburn Sands (1956), St Martin in Brackley, St Augustine, Apostle of England in High Wycombe (1957), Christ the King in Bedford (1960), Our Lady Immaculate and St Etheldreda in Newmarket (1964), St Aidan in Northampton (1965) und All Saints in Bletchley (1965). Er bevorzugte dabei den romanischen oder einen vereinfachten gotischen Stil. In einem Artikel über katholische Kirchen, die von Nichtkatholiken gebaut wurden, werden sie als „[d]ecent buildings, if less imaginative than those of his father“ bezeichnet.
Ferner baute er z. B. St Matthew in Wimbledon. Diese Kirche wurde im Zweiten Weltkrieg zerstört. 1958 war er für die Restaurierung und das Design neuer Fenster der Lady Chapel der St Mary’s Church in Pulborough in West Sussex zuständig. Die Fenster weisen das Erdbeermotiv auf, das Comper als Signatur zu benutzen pflegte. St. John the Evangelist in East Dulwich wurde von Sebastian Comper unter Einbeziehung der Überreste eines Vorgängergebäudes entworfen.